# Премия «За литературу на новонорвежском»

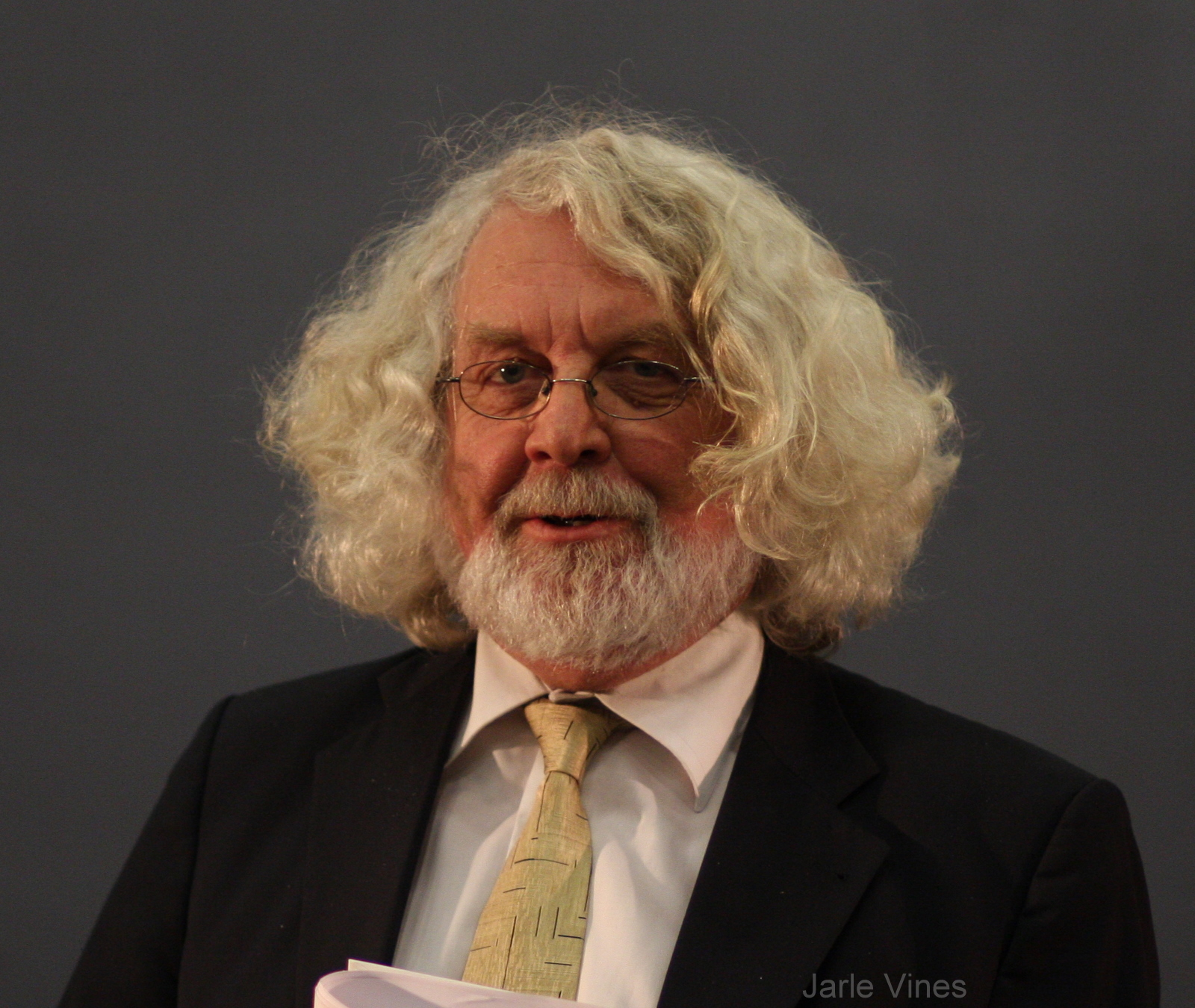
Эдвард Хуэм, лауреат премии 1987 года

Премия «За литературу на новонорвежском» — норвежская ежегодная литературная премия. Начиная с 1982 года, вручается обществом поддержки и развития новонорвежского языка «Норегс Моллаг», Норвежским театром и издательством Det Norske Samlaget за лучшую книгу на новонорвежском языке или на диалекте норвежского. К номинированию на премию допускаются стихи, рассказы, драмы и романы. Жюри состоит из 3 членов, по одному от каждого учредителя. Размер премии составляет 15 000 норвежских крон.

## Лауреаты[2]
- 1982 — Эльдрид Лунден за сборник стихотворений «Gjenkjennelsen».
- 1983 — Хьяртан Флёгстад за роман «У-3» (норв. U3).
- 1984 — Альфред Хауге[норв.] за роман «Serafen».
- 1985 — Пол-Хельге Хауген[норв.] за «Det overvintra lyset».
- 1986 — Хьяртан Флёгстад за роман «Det 7. klima».
- 1987 — Эдвард Хуэм за «Ave Eva».
- 1988 — Юханнес Хегланн[норв.] за исторический роман «Meisterens søner».
- 1989 — Хельге Турвюнн[норв.] за «Den monotone triumf».
- 1990 — Лив Нюстед[норв.] за роман «Som om noe noengang tar slutt».
- 1991 — Марит Тусвик[норв.] за роман «Ishuset».
- 1992 — Юн Фоссе за «Bly og vatn».
- 1993 — Эйнар Экланн[норв.] за сборник статей и эссе «I staden for roman eller humor».
- 1994 — Сульфрид Сивертсен[норв.] за роман «Grøn koffert».
- 1995 — Ларс Амюнн Воге[норв.] за роман «Rubato».
- 1996 — Оддмунд Хаген[норв.] за «Utmark».
- 1997 — Мари Таквам[норв.] за сборник стихотворений «Dikt i samling».
- 1998 — Брит Бильдёэн[норв.] за роман «Tvillingfeber».
- 1999 — Осе-Марие Нессе[норв.] за сборник стихотворений «Dikt i samling» и стихотворный перевод «Фауста» и сборник стихотворных переводов Гёте «Mitt hjarta slo».
- 2000 — Руни Белсвик[норв.] за роман «Ein naken gut».
- 2001 — Рагнар Хувланн[норв.] за роман «Ei vinterreise».
- 2002 — Ингер Бротвейт за роман «Munn mot ein frosen fjord».
- 2003 — Юн Фоссе за сборник стихотворений «Auge i vind».
- 2004 — не вручалась
- 2005 — Эйвинд Вогнес[норв.] за роман «Ekko»
- 2006 — Эйлев Грувен Мюрен[норв.] за перевод «Властелина колец» (нюнорск Ringdrotten) Дж. Р. Р. Толкина.
- 2007 — Фруде Грюттен[норв.] за сборник рассказов «Rom ved havet, rom i byen».
- 2008 — Гюннхиль Эйехауг[норв.] за роман «Vente, blinke».
- 2009 — Хьяртан Флёгстад за роман «Grense Jakobselv».
- 2010 — Ян Руар Лейкволль[норв.] за роман «Fiolinane».
- 2011 — Марит Эйкемо[норв.] за роман «Samtale ventar».
- 2012 — Ларс Амюнн Воге[норв.] за роман «Syngja».
- 2013 — Сигрун Слапгард[норв.] за роман «Englestien».
- 2014 — Ларс Петтер Свеен[норв.] за роман «Guds barn».
- 2015 — Эйрик Ингебригтсен[норв.] за роман «Spikrar frå fallande plankar».
- 2016 — Рут Лиллегравен[норв.] за сборник стихотворений «Sigd».
- 2017 — Олаг Нильссен[норв.] за роман «Tung tids tale».
- 2018 — Брит Бильдёэн[норв.] за роман «Tre vegar til havet».

## Лауреаты почётной премии
- 1989 — Артур Арнитсен[норв.][3]